# Circle of the Oath
Circle of the Oath è il quindicesimo album discografico in studio del gruppo musicale metal tedesco Axel Rudi Pell, pubblicato nel 2012.

## Tracce
1. The Guillotine Suite (intro) - 1:51
2. Ghost in the Black - 4:37
3. Run With the Wind - 4:43
4. Before I Die - 4:30
5. Circle of the Oath - 9:20
6. Fortunes of War - 5:19
7. Bridges to Nowhere - 7:11
8. Lived Our Lives Before - 6:31
9. Hold On to Your Dreams - 5:48
10. World of Confusion (The Masquerade Ball Pt. II) - 9:29

## Formazione
- Axel Rudi Pell - chitarre
- Johnny Gioeli - voce
- Ferdy Doernberg - tastiere
- Volker Krawczak - basso
- Mike Terrana - batteria